# Jozef Migaš

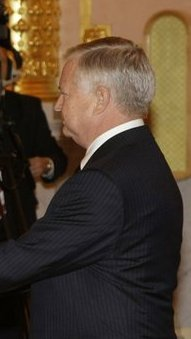
Jozef Migaš

Jozef Migaš (* 7. Januar 1954 in Pušovce) ist ein slowakischer Politiker.

## Leben
Er studierte Philosophie an der Universität Kiew. Er war als Dozent in Bratislava am Institut für Marxismus-Leninismus der Politischen Hochschule des Zentralkomitees der Kommunistischen Partei der Slowakei tätig. Nach der Samtenen Revolution nahm er an der Gründung der Partei der Demokratischen Linken (slowakisch: Strana demokratickej ľavice, SDĽ) teil. Er hat die SDĽ bis 2001 geführt. Zwischen 1995 und 1996 war er slowakischer Botschafter in der Ukraine. Von 1998 bis 2002 war er der Präsident des Nationalrats. Vom 30. Oktober 1998 bis zum 15. Juni 1999 war interimistisch Staatspräsident, zusammen mit Mikuláš Dzurinda.